# لوری کراکر
لوری کراکر (انگلیسی: Laurie Craker; ۱ مارس ۱۹۵۳ – ۱۶ مهٔ ۲۰۲۰) بازیکن فوتبال بود.